# Лазарєв Євген Вадимович
Євген Вадимович Лазарєв (нар. 25 квітня 1980, Харків, Українська РСР, СРСР) — український хокеїст, крайній нападник.

## Спортивна кар'єра
Вихованець харківської хокейної школи. З п'ятнадцяти років грав за дублюючий склад «Торпедо» з Ярославля. У сезоні 1996/1997 провів один матч за основну команду в російській суперлізі. 1997 року переїхав до Північної Америки і в першому сезоні захищав кольори команди «Кітченер Дачмен» з молодіжної ліги. По його завершенні був обраний на драфті Національної хокейної ліги клубом «Колорадо Аваланч». Протягом п'яти сезонів виступав за команду «Герші Берс» з Американської хокейної ліги, по три — за колективи Хокейної ліги Східного узбережжя і Об'єднаної хокейної ліги. Також грав за російський «Металург» (Новокузнецьк) і київський «Сокіл». У регулярному чемпіонаті АХЛ — 240 матчів (36+59), у плей-оф — 27 (5+11).

## Досягнення
- Чемпіон України (1): 2004

## Статистика
| Сезон   | Клуб                    | Ліга    | Регулярний сезон | Регулярний сезон | Регулярний сезон | Регулярний сезон | Регулярний сезон | Плей-оф | Плей-оф | Плей-оф | Плей-оф | Плей-оф |
| Сезон   | Клуб                    | Ліга    | І                | Г                | П                | О                | ШХ               | І       | Г       | П       | О       | ШХ      |
| ------- | ----------------------- | ------- | ---------------- | ---------------- | ---------------- | ---------------- | ---------------- | ------- | ------- | ------- | ------- | ------- |
| 1995-96 | «Торпедо-2» (Ярославль) | Росія-2 | 33               | 5                | 6                | 11               | 8                |         |         |         |         |         |
| 1996-97 | «Торпедо» (Ярославль)   | Росія   | 1                | 0                | 0                | 0                | 0                |         |         |         |         |         |
|         | «Торпедо-2» (Ярославль) | Росія-3 | 64               | 27               | 23               | 50               | 66               |         |         |         |         |         |
| 1997-98 | «Кітченер Дачмен»       | MWJHL   | 11               | 9                | 13               | 22               | 19               | 5       | 5       | 2       | 7       | 17      |
| 1998-99 | «Герші Берс»            | АХЛ     | 53               | 6                | 15               | 21               | 18               |         |         |         |         |         |
| 1999-00 | «Пенсакола Айс-Пілотс»  | ХЛСУ    | 11               | 3                | 5                | 8                | 23               |         |         |         |         |         |
|         | «Герші Берс»            | АХЛ     | 46               | 2                | 11               | 13               | 44               | 8       | 0       | 1       | 1       | 2       |
| 2000-01 | «Герші Берс»            | АХЛ     | 80               | 17               | 21               | 38               | 50               | 12      | 3       | 8       | 11      | 10      |
| 2001-02 | «Герші Берс»            | АХЛ     | 50               | 11               | 11               | 22               | 56               | 7       | 2       | 2       | 4       | 27      |
| 2002-03 | «Металург» (Нк)         | Росія   | 4                | 0                | 0                | 0                | 0                |         |         |         |         |         |
| 2003-04 | «Сокіл» (Київ)          | СЄХЛ    | 10               | 2                | 2                | 4                | 69               |         |         |         |         |         |
|         | «Сокіл» (Київ)          | Україна | 0                | 0                | 0                | 0                | 0                | 2       | 1       | 0       | 1       | 0       |
| 2004-05 | «Джонстаун Чіфс»        | ХЛСУ    | 5                | 1                | 2                | 3                | 12               |         |         |         |         |         |
|         | «Герші Берс»            | АХЛ     | 11               | 0                | 1                | 1                | 11               |         |         |         |         |         |
|         | «Вілінг Нейлерс»        | ХЛСУ    | 48               | 22               | 20               | 42               | 52               |         |         |         |         |         |
| 2005-06 | «Коуд-Сіті Меллардс»    | ОХЛ     | 32               | 11               | 15               | 26               | 29               |         |         |         |         |         |
|         | «Річмонд Рівердогс»     | ОХЛ     | 44               | 15               | 23               | 38               | 75               |         |         |         |         |         |
| 2006-07 | «Ельміра Джекалз»       | ОХЛ     | 58               | 13               | 17               | 30               | 54               |         |         |         |         |         |